# Cristoforo Fabretti
Cristoforo Fabretti da Fiume, detto Sfrisà (Fiume Veneto, ... – Ferrara, 22 agosto 1575), è stato un gabelliere veneziano.
Odiatissimo dal popolo, fu il principale appaltatore dei dazi a Ferrara e nelle zone limitrofe. Personificazione del proverbio "il fine giustifica i mezzi", non si fece scrupoli nell'esigere spietatamente le imposte indirette sulle merci, denaro anticipato in precedenza al signore (la riscossione dei tributi veniva affidata a soggetti privati, spesso forestieri). Inasprì la legislazione riguardate i diritti di pesca, tassò qualsiasi tipo di scambio tra privati e fu solito sottoporre i concittadini a feroci angherie: non furono rari i casi di minaccia o persino di rappresaglia armata. L'attività del Fiumano come pubblico funzionario della signoria ferrarese inizia nel 1558, durante il mandato di Ercole II d'Este, continuerà fino al giorno della sua morte, nell'estate del 1575, nella Ferrara di Alfonso II.
Il Favretti (altra versione del cognome), guadagnò la sua pessima reputazione quando viveva ancora a nord del fiume Po, fu proprio un veneziano esasperato a sfregiargli il volto con un colpo d'arma bianca, garantendogli nel ferrarese la nomea di "Sfrisà", ossia "graffiato" o "sfregiato", nel dialetto locale.

## Biografia

### Repubblica di Venezia
Cristoforo da Fiume porta seco un pessimo modo di fare sin dalla gioventù, in patria, la Repubblica di Venezia, i concittadini lo descrivevano con appellativi del calibro di "ladro da borse", "ruffiano" e "spione", oltre che con altri ben più coloriti come "camerante sopra le putane". Qui gli verrà inoltre inferto il colpo che gli segnerà permanentemente il volto.

### Saline comacchiesi
Nel 1562 troviamo lo Sfregiato nelle valli di Comacchio, qui gli venne affidata la delicatissima gabella del sale, bene di prima necessità all'epoca. Il duca Alfonso fu costretto a sottrargli il mandato in seguito a  numerose manifestazioni popolari di dissenso.

### Gli anni a Ferrara

#### Il monopolio
Nel 1569 il Favretti ottenne l'appalto integrale di tutte le gabelle cittadine, e diede inizio ad una vera e propria dittatura fiscale: erano sotto il suo controllo le imposte su olio, formaggio, sale, corame, sapone, legna, carni macellate, ranocchie e acquadelle, oltre che sull'intera filiera di produzione del pane, il suo capolavoro speculativo.

#### L'attentato
Il 5 aprile del 1574, Modesto Modesti, condannato in precedenza dallo stesso Sfrisà a 18 mesi di carcere (dopo la confisca di tutti i beni) con l'accusa di praticare traffici illeciti (regolarmente perpetrati dal Fiumano), cercò di assassinare il gabelliere con un colpo di archibugio, ma mancò il suo bersaglio e fu costretto alla fuga oltre i confini del ducato.

### La morte
Il 22 agosto del 1575 lo Spira moriva di <<dolori di renella>> (calcoli renali), dopo mesi di agonia; venti giorni dopo lo strangolamento del capitano dei cavalleggeri della guardia ducale Ercole Contrari.